# 汇丰欧洲大陆
汇丰欧洲大陆（英語：HSBC Continental Europe）是一間總部位於法國巴黎的銀行，其前身为2000年加入汇丰集团的法國商業銀行（法語：Crédit Commercial de France），2005年改为法国汇丰（法語：HSBC France），2020年更为现名。

## 簡歷
法國商業銀行成為滙豐集團成員之前，共有650間分行，資產總值為690億歐元。其1894年成立時的原本名稱為法國瑞士銀行，1917年易名。2000年4月，滙豐控股有限公司110億美元全面收購法國商業銀行，該項收購於7月完成，滙豐控股亦同時在巴黎證券交易所掛牌上市。被滙豐所收購後，法國商業銀行繼續擴展，於2000年及2001年，法國商業銀行先後收購Banque Pelletier和Banque Hervet。
2005年11月1日，法國商業銀行易名為法國滙豐，以配合滙豐的統一集團品牌。現時法國滙豐為英國滙豐銀行有限公司的附屬公司，分行原本達到770間，包括非以滙豐品牌經營的地區銀行，但滙豐於2008年出售這些地區銀行予BPCE集团的前身大众银行 (法国)。
2020年12月，法国汇丰宣布，法国汇丰及其所有欧洲分行（比利时、西班牙、希腊、爱尔兰、意大利、卢森堡、荷兰、波兰、捷克和瑞典）更名为汇丰欧洲大陆。
2021年6月，汇丰欧洲大陆向美國私募股權公司博龙资产管理出售法國零售銀行業務，有關出售會產生約23億美元的除稅前虧損及7億美元的商譽減值。

## 外部連結
- 官方网站